# مبيد آفات حيوية

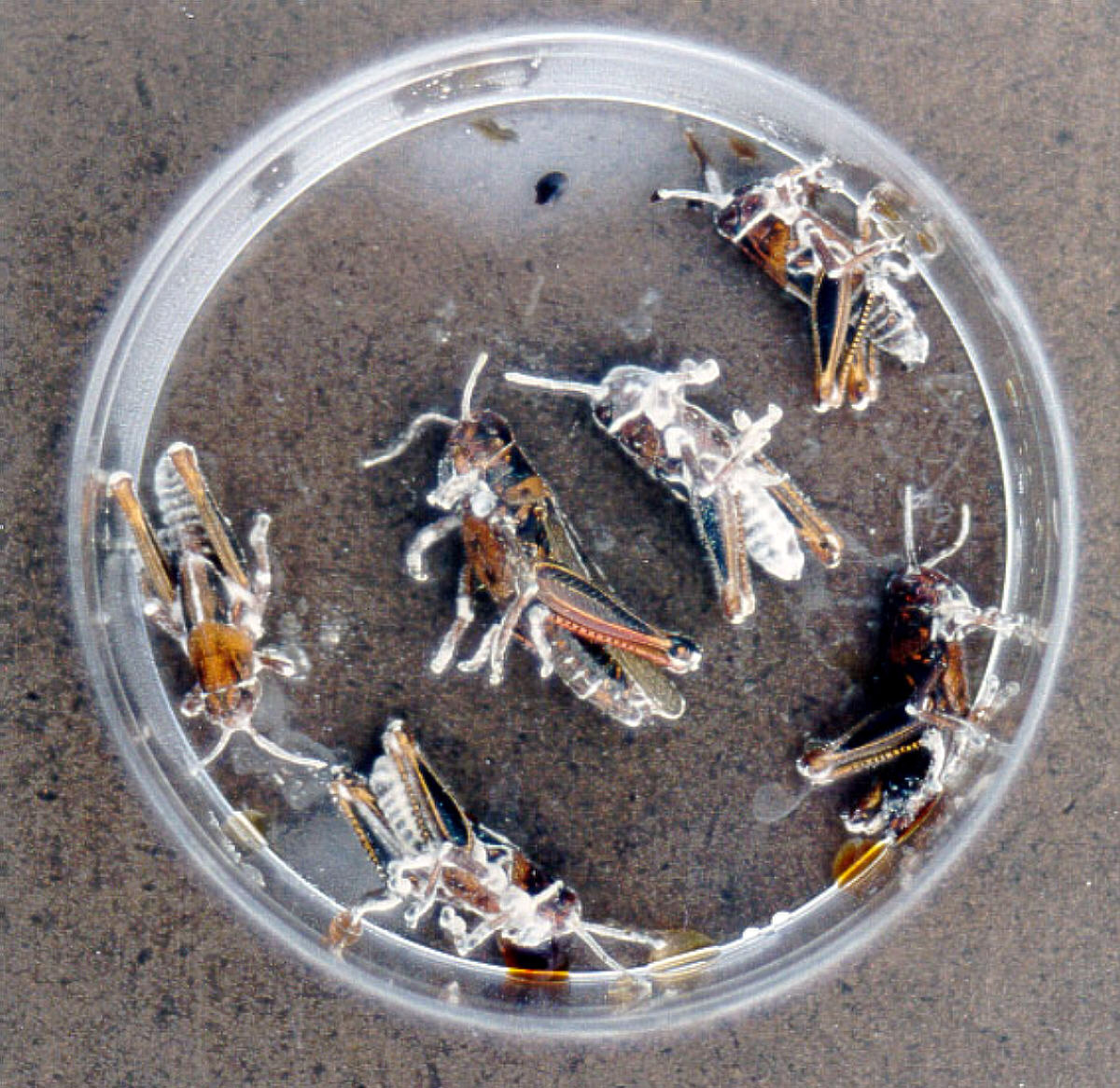

مبيد آفات حيوية أو مبيدات حيوية (بالإنجليزية: Biopesticides)‏ هو استخدام بعض الكائنات الدقيقة لمكافحة الآفات عوضًا عن استخدام المبيدات الحشرية الكيميائية ذات الأضرار الكبيرة. ظهرت تلك التقنية التي تستخدم فيها بعض الكائنات الدقيقة كالبكتيريا كمكافح للأفات المهاجمة للمزروعات. مصطلح المبيد البيولوجي أو المبيد الحيوي يستخدم في عوامل مكافحة الآفات الجرثومية البيولوجية التي تم تطبيقها بطريقة مشابة للمبيدات الكيميائية. عمومًا تكون بكتيرية ولكن هناك عوامل مكافحة أخرى مثل الفطر، والفيروس والديدان الأسطوانية. ألأعشاب الضارة والقوارض أيضا تمت السيطرة عليهم بالمكافحات الميكروبية.BT-cotton هو أفضل مثال استخدم في الهند(Farhan,2011,AEBM).
أحد المبيدات الحشرية المعروفة هوعصوية تورنجية هو مرض بكتيري لقشريات الجناح، وذوات الجناحينوالخنفساء، لأن له تأثير كبير على الكائنات الحية الأخرى، وهو يعتبر أكثر ملائمه للبيئة من المبيدات الصناعية. السم المستخرج من باسيلوس العصوية عصوية تورنجيةعصوية تورنجية وقد تم دمجه مباشرة في النباتات من خلال استخدام الهندسة وراثية.
المبيدات الحشرية الأخرى تتضمن منتجات مستندة على:
- الفطريات الممرضة للحشرات entomopathogenic fungi
- مكافح أمراض النبات يتضمن :Trichoderma وAmpelomyces quisqualis (فرط طفيلي من مسحوق العفن الفطري للعنب) وعصوية رقيقة أيضا يستخدم للتحكم بمسببات أمراض النبات.
- الديدان العصوية المفيدة المهاجمة للحشرات مثل البزاق
- الفيروسات الممرضة للحشرات مثل: Cydia pomonella granulovirus.

المبيدات الحيوية، المكونات الأساسية لبرنامج إدارة الآفات المتكاملة حضيت باهتمام عملي كبير كوسيلة للتقليل من حمولة المواد الكيميائية الصناعية المستخدمة لمكافحة الأمراض النباتية. في معظم النظم المحصولية، المبيدات الحيوية لا ينبغي النظر إليها بدائل بالجملة للمكافحات الكيميائية لحشرات النبات والأمراض بل على أنها فئة متزايدة من المكملات الفعاله والتي يمكن استخدامها كعامل متناوب لتأخير ظهور المقاومة للمبيدات الحشرية الكيميائية وتحسين الاستدامة أي القدرة على التحمل.في نظم الزراعة العضوية المبيدات الحيوية باستطاعتها تقديم ادوات قيمة تزيد من دعم مجموعة غنية من الممارسات الثقافية التي تضمن عدم فقد المحصول بسبب الأمراض.
المبيدات الحيوية المستخدمة ضد أمراض المحاصيل قد أنشئت بالفعل على مجموعة متنوعة من المحاصيل على سبيل المثال المبيدات الحيوية تلعب دورا هاما في السيطرة على أمراض العفن الناعم.
وهناك مجال كبير للنمو المبيدات الحيوية في مجال معالجة البذور ومحسنات التربة. مبيد الفطر ومبيد الفطر الحيوي للبذور المعالجة تستخدم للتحكم بالتربة الفطرية المنقولة المسببة للأمراض والتي تسبب تعفن البذور وتعفن الجذور وآفات النبات، وأييضا يمكن استخدامهم للتحكم بالجراثيم الفطرية داخل البذور وأيضا مسببات الأمراض الفطرية الموجودة على سطح البذور. العدديد من المنتجات مبيد الفطر الحيوية تظهر قدرات لتحفيز دفاعات المضيف في النبات والعمليات الفسيولوجية الأخرى يمكن أن تجعل المحاصيل المعالجة أكثر مقاومة لمجموعة متنوعة من الضغوط الحيوية واللاحيويه.
كتيب عوامل المكافحة البيولوجية يستعرض مجموعة من منتجات المبيدات الحيوية المتاحة من أجل تحقيق متطلبات أصدقاء البيئة للتحكم بعوامل مبيدات الحشرات، ومن المهم أت تولي اهتماما لتشكيلها وتطبيقها.

## المزايا المدركه
- لا تترك مخلفات ضارة
- انخفاض كبير أثر على الأنواع غير المستهدفة
- عند الإنتاج المحلي ربما تكون أرخص من المبيدات الكيميائية
- في المدى الطويل ربما تكون أكثر فعالية من المبيدات الكيميائية

## السلبيات المدركه
- علية الدقة الأمر الذي يتطلب تحديد دقيق للالممرض / الآفات، وربما يتطلب استخدام مبيدات متعددة.
- في أغلب الأحيان تكون فعليتها بطيئة مما يجعلها غير مناسبة إذا كان تفشي الآفات هو التهديد المباشر لمحصول.
- الكائنات الحية تتطور وتزداد مقاومتها للمكافحات الكيميائية والبيولوجية والفيزيائية، أو أي شكل آخر من أشكال السيطرة
- غالبا تتغير الفاعلية المؤثرة بسبب تأثيرات مختلف العوامل الحيوية وغير الحيوية

## وصلات خارجية
- US Environmental Protection Agency (EPA).
- Biopesticide Industry Alliance (BPIA)
- International